# Entomogramma fautrix
Entomogramma fautrix är en fjärilsart som beskrevs av Achille Guenée 1852. Entomogramma fautrix ingår i släktet Entomogramma och familjen nattflyn. Inga underarter finns listade i Catalogue of Life.